# Bolbochromus sulcicollis
Bolbochromus sulcicollis är en skalbaggsart som beskrevs av Christian Rudolph Wilhelm Wiedemann 1819. Bolbochromus sulcicollis ingår i släktet Bolbochromus och familjen Bolboceratidae. Inga underarter finns listade.